# Cloud 9: The 3 Day High
Albums par Skyzoo
The Salvation
(2009)
Albums par 9th Wonder
Dream Merchant Vol. 1
(2005) The Dream Merchant Vol. 2
(2007)
Cloud 9: The 3 Day High est un album collaboratif de Skyzoo et 9th Wonder, sorti le 24 octobre 2006.

## Liste des titres
| No  | Titre                 | Contient un (des) sample(s) de                 | Durée |
| --- | --------------------- | ---------------------------------------------- | ----- |
| 1.  | Bare Witness          | You're So Good You're Bad de Major Harris      | 2:58  |
| 2.  | Way to Go             | The Makings of You de Gladys Knight & the Pips | 2:59  |
| 3.  | A Day in the Life     | Is It Really True Girl de Danny Pearson        | 3:47  |
| 4.  | Stop Fooling Yourself | Give Into Love de Sister Sledge                | 4:02  |
| 5.  | Come Back             | Didn't We de Thelma Houston                    | 3:31  |
| 6.  | I'm on It             |                                                | 3:27  |
| 7.  | The Bodega            | I Can Sing a Rainbow/Love Is Blue des Dells    | 4:11  |
| 8.  | You & Me              | You and Me d'Enchantment                       | 4:15  |
| 9.  | Live and Direct       | My Lady de Wood, Brass & Steel                 | 3:07  |
| 10. | The Spirit            | This Is Where I Came In de Thelma Houston      | 2:56  |
| 11. | Extreme Measures      |                                                | 3:42  |
| 12. | Mirror Mirror         | Risin' to the Top de Keni Burke                | 4:10  |